# 田本駅
田本駅（たもとえき）は、長野県下伊那郡泰阜村田本にある、東海旅客鉄道（JR東海）飯田線の駅である。
一部普通列車は当駅を通過する。

## 歴史
- 1935年（昭和10年）11月15日：三信鉄道温田 - 門島間延伸時に田本停留場として開設[1][2][3]。旅客駅[2]。
- 1943年（昭和18年）8月1日：三信鉄道線が飯田線の一部として国有化、運輸通信省（後の日本国有鉄道）に移管[2][3]。同時に田本駅に昇格[2]。
  - 当時は、東海道本線浜松 - 名古屋間の各駅、飯田線の各駅、中央本線上諏訪 - 塩尻間の各駅と松本駅を発着する旅客のみ利用出来た[2]。
- 1952年（昭和27年）12月2日：旅客取扱区間制限廃止[2]。
- 1987年（昭和62年）4月1日：国鉄分割民営化に伴い、JR東海の駅となる[2][4]。
- 2013年（平成25年）
  - 9月：台風18号の影響により、平岡駅 - 天竜峡駅間は運休となり、バスによる代行輸送となる。[要出典]
  - 10月10日：平岡駅 - 天竜峡駅間運転再開。[要出典]

## 駅構造
単式ホーム1面1線を有する地上駅。飯田駅管理の無人駅で駅舎は無く、ホーム上に待合所が設置されているのみである。
いわゆる秘境駅。ホーム背後には巨大なコンクリート製擁壁（上部では擁壁から岩が突出している）がそびえ、線路下は天竜川の渓谷である。

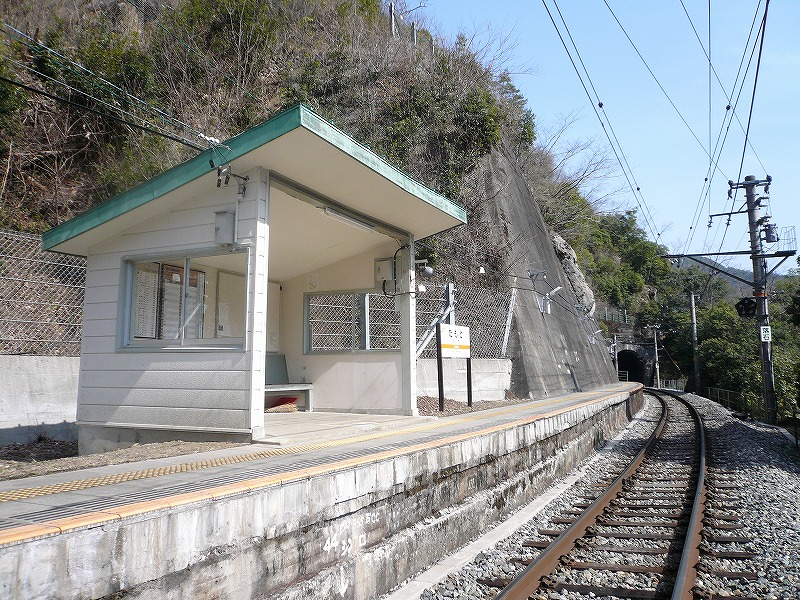
ホーム（2008年3月）

## 利用状況
「長野県統計書」によると、1日平均乗車人員は以下の通り。
- 2007年度 - 1人[1]
- 2009年度 - 1人[1]
- 2010年度 - 2人
- 2011年度 - 1人
- 2012年度 - 2人
- 2013年度 - 2人
- 2014年度 - 3人
- 2015年度 - 5人
- 2016年度 - 2人[6]
- 2017年度 - 1人[7]
- 2018年度 - 1人[8]

## 駅周辺
駅から人が1人通れる程度の山道を20分程登って車道に出れば民家や学校等がある。なお、山道へ行く道はトンネルを越えた所で分岐しており、もう片方は天竜川を跨ぐ吊り橋へと続く。
- 天竜川 - 駅前は断崖絶壁で、自動車・バイクでの乗入は不可[1]。
- 泰阜村立泰阜小学校
- 泰阜村立泰阜中学校[1]

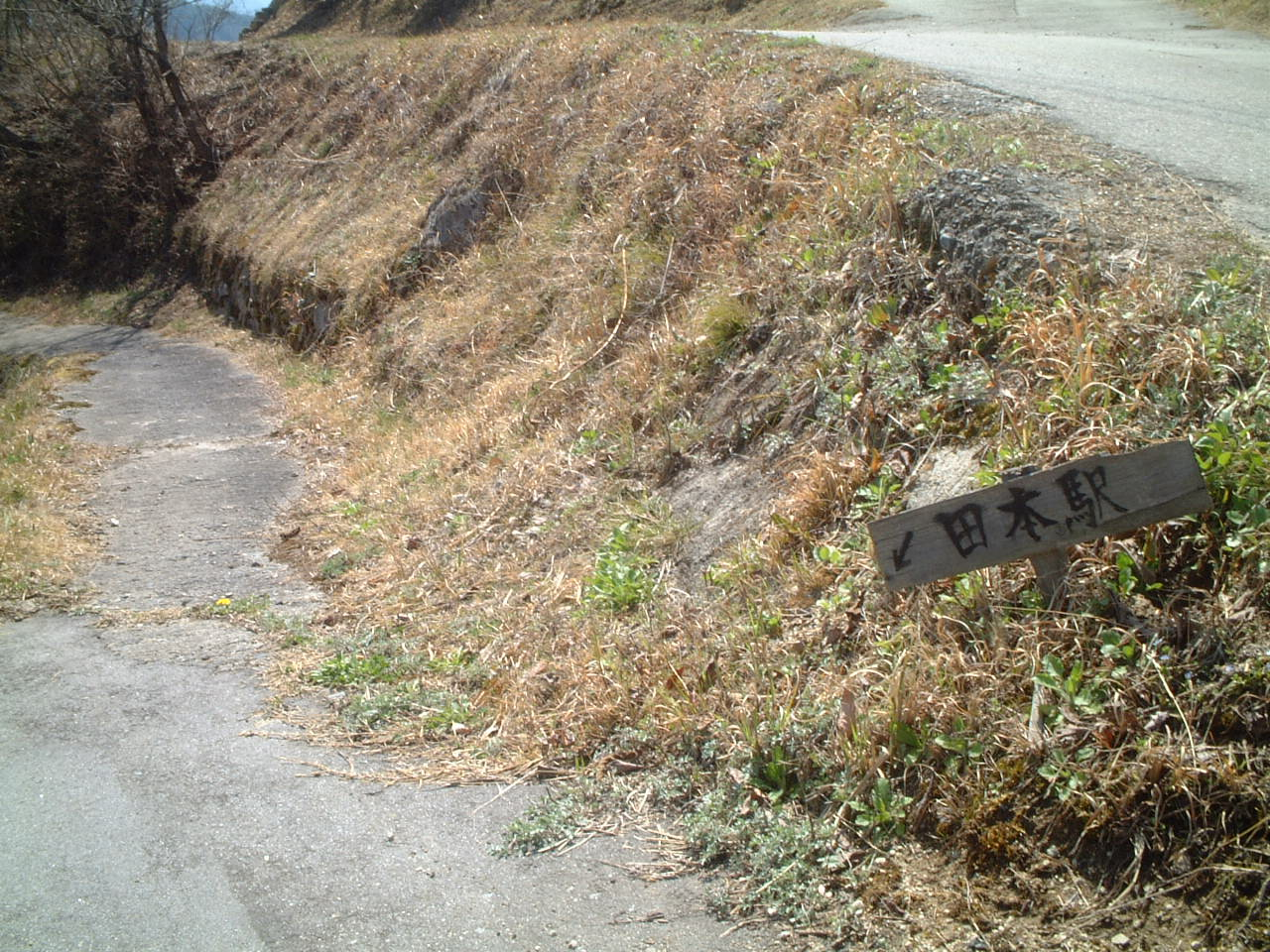
田本集落から駅に向かう道（2007年3月）
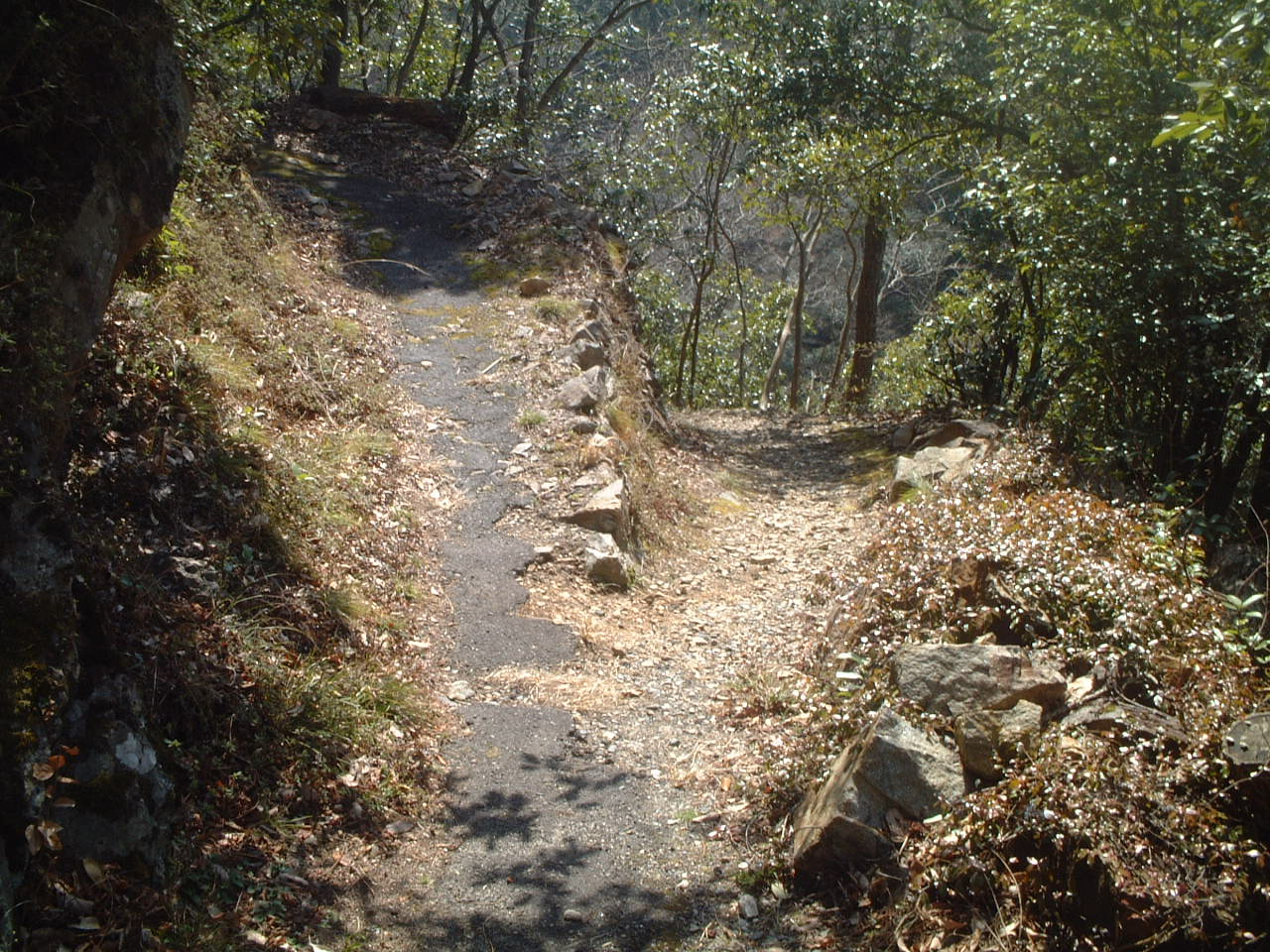
トンネルの先にある分岐。左が田本集落方面、右が阿南町方面。（2007年3月）

## 隣の駅
東海旅客鉄道（JR東海）
- 臨時急行「飯田線秘境駅号」停車駅
- 過去に特急「伊那路」が臨時停車したこともある。

CD 飯田線
■快速（上りのみ運転）・■普通（一部の列車は通過）
温田駅 - 田本駅 - 門島駅